# Pan i pani Smith (film 2005)
Pan i pani Smith (ang. Mr. & Mrs. Smith) – amerykańska komedia sensacyjna z 2005 roku w reżyserii Douga Limana. Scenariusz napisał Simon Kinberg. Zdjęcia kręcono w Los Angeles, Pasadenie, Glenwood Springs w stanie Kolorado, Nowym Jorku i Rzymie.
Premiera na świecie odbyła się 7 czerwca 2005 roku, a w Polsce - 5 sierpnia 2005 roku.

## Obsada
- Brad Pitt – John Smith
- Angelina Jolie – Jane Smith
- Vince Vaughn – Eddie
- Adam Brody – Benjamin Diaz
- Kerry Washington – Jasmine
- Chris Weitz – Martin Coleman
- Michelle Monaghan – Gwen
- Elijah Alexander – Marco Racin

## Fabuła
John Smith (Brad Pitt) i Jane Smith (Angelina Jolie) to tytułowi Pan i pani Smith. Wiodą spokojne, monotonne życie w domu na przedmieściach. Codzienność zaczyna ich nużyć i powoli zaczynają się od siebie oddalać. W rzeczywistości oboje są płatnymi mordercami, którzy pracują dla dwóch konkurencyjnych agencji. Pewnego dnia dostają zlecenie na siebie nawzajem.

## Produkcja
Do roli Jane Smith były brane pod uwagę Nicole Kidman, Catherine Zeta-Jones i Cate Blanchett.

## Odbiór
Serwis Rotten Tomatoes przyznał mu wynik 60%.
Na podstawie filmu została napisana książka Mr.& Mrs. Smith przez Simona Kinberga.